# Tưởng Siêu Lương
Tưởng Siêu Lương (tiếng Trung: 蒋超良, bính âm: Jiǎng Chāo Liáng), sinh tháng 8 năm 1957, một Người Hán, Chính khách nước Cộng hòa Nhân dân Trung Hoa. Ông nguyên là Bí thư Tỉnh ủy tỉnh Hồ Bắc, Chủ nhiệm Ủy ban Thường vụ Đại hội đại biểu Nhân dân tỉnh Hồ Bắc, Ủy viên Ủy ban Trung ương Đảng Cộng sản Trung Quốc khóa XIX, ông là Ủy viên dự khuyết Ủy ban Trung ương Đảng Cộng sản Trung Quốc khóa XVIII. Ông từng là Tỉnh trưởng Chính phủ Nhân dân tỉnh Cát Lâm, Chủ tịch Ngân hàng Nông nghiệp Trung Quốc, Chủ tịch Ngân hàng Phát triển Trung Quốc, Chủ tịch Ngân hàng Truyền thông Trung Quốc, Phó Tỉnh trưởng Chính phủ Nhân dân tỉnh Hồ Bắc.
Tưởng Siêu Lương gia nhập Đảng Cộng sản Trung Quốc năm 1981, Thạc sĩ Ngân hàng tiền tệ, Chuyên gia Kinh tế Cao cấp.
Vào ngày 13 tháng 2 năm 2020, ông bị Ủy ban Kiểm tra Kỷ luật Trung ương Đảng Cộng sản Trung Quốc miễn nhiệm chức vụ Bí thư Tỉnh ủy tỉnh Hồ Bắc, trong thời điểm bùng phát và leo thang của Dịch virus corona ở Vũ Hán, thủ phủ Hồ Bắc.

## Xuất thân và giáo dục
Tưởng Siêu Lương sinh tháng 8 năm 1957, quê quán tại huyện cấp thị Mịch La, địa cấp thị Nhạc Dương, tỉnh Hồ Nam.
Năm 1974, ông tham gia thi tuyển sinh đại học, bắt đầu học chuyên ngành Tài chính tại Học viện Kinh tế Tài chính Hồ Nam (nay đổi tên thành Đại học Hồ Nam).
Tháng 5 năm 1981, ông được kết nạp Đảng Cộng sản Trung Quốc.
Từ tháng 9 năm 1993 đến tháng 7 năm 1995, ông học tại Khoa Tài chính của Đại học Tài chính Kinh tế Tây Nam. Ông tốt nghiệp tại chức ngành Ngân hàng tiền tệ, Thạc sĩ Ngân hàng tiền tệ, Chuyên gia Kinh tế Cao cấp.

## Sự nghiệp ngân hàng
Vào tháng 12 năm 1974, khi ông 17 tuổi, được tiểu dụng vào Nhà máy thủ công mỹ nghệ Hồ Nam làm công nhân, sau đó ông tạm nghỉ, đi học Học viện.

#### Những năm khởi đầu ở Ngân hàng Nông nghiệp Trung Quốc
Vào tháng 8 năm 1978, sau khi tốt nghiệp Học viện Kinh tế Tài chính Hồ Nam, ông được tuyển vào làm việc tại Ngân hàng Nông nghiệp Trung Quốc. Ông bắt đầu là nhân viên của Phòng Kế hoạch của Trụ sở chính. Sau 15 năm, ông là Tổng Giám đốc của Bộ phận Kinh doanh Quốc tế của Ngân hàng Nông nghiệp Trung Quốc.
Trong thời gian làm việc tại Ngân hàng Nông nghiệp Trung Quốc, ông được Phó Chủ tịch Ngân hàng Nông nghiệp Trung Quốc, Đới Tương Long đánh giá cao. Vào tháng 6 năm 1995, Đới Tương Long trở thành Chủ tịch Ngân hàng Nhân dân Trung Quốc, một năm sau, ông được chuyển sang làm Phó Giám đốc của Bộ phận Ngân hàng thuộc Ngân hàng Trung ương Trung Quốc.

#### Ngân hàng Nhân dân Trung Quốc
Năm 1997, sau khi bùng nổ cuộc khủng hoảng tài chính châu Á, ông được điều chuyển đến Ngân hàng Nhân dân Trung Quốc, công tác tại đồng chi nhánh Thâm Quyến và Quảng Châu, bổ nhiệm làm Giám đốc Ngân hàng Nhân dân Trung Quốc chi nhánh Thâm Quyến, Quảng Châu, nhiệm vụ quan trọng của ông là hỗ trợ đồng chí Vương Kỳ Sơn, lúc này đang là Thường vụ Tỉnh ủy tỉnh Quảng Đông, Phó Tỉnh trưởng Chính phủ Nhân dân tỉnh Quảng Đông, để đối phó với các rủi ro của các tổ chức tài chính trong cuộc khủng hoảng này.
Vào tháng 6 năm 2000, ông được điều về làm Ủy viên Đảng ủy, Chánh Văn phòng Đảng ủy, Chánh Văn phòng Ngân hàng Nhân dân Trung Quốc, Trợ lý Thống đốc Ngân hàng Nhân dân Trung Quốc, Giám đốc Ủy ban Công tác Công đoàn, lúc này ông chính là trợ lý hỗ trợ Đới Tương Long, lãnh đạo nhiều năm trước của ông tại Ngân hàng Nông nghiệp Trung Quốc. Sau đó, cả ông và Đới Tương Long cùng lúc điều chuyển tới các tỉnh năm 2002. Ông tới Hồ Bắc.

#### Chủ tịch Ngân hàng Truyền thông Trung Quốc, Ngân hàng Phát triển Trung Quốc, Ngân hàng Nông nghiệp Trung Quốc
Vào tháng 5 năm 2004, khi ông 47 tuổi, từ Hồ Bắc quay về trung ương, trở thành Bí thư Đảng ủy, Chủ tịch Ngân hàng Truyền thông Trung Quốc. Vào tháng 9 năm 2008, ông giữ chức Phó Bí thư Đảng ủy, Phó Chủ tịch kiêm Chủ tịch Ngân hàng Phát triển Trung Quốc
Vào tháng 11 năm 2011, sau khi rời khỏi Ngân hàng Nông nghiệp Trung Quốc hơn 15 năm, ông trở lại Ngân hàng Nông nghiệp và kế nhiệm Hạng Tuấn Ba với tư cách là Chủ tịch Ngân hàng Nông nghiệp Trung Quốc.

## Chuyển đổi mô hình doanh nghiệp tài chính trung ương
Vào tháng 1 năm 2004, Quốc vụ viện Cộng hòa Nhân dân Trung Hoa tuyên bố sẽ thúc đẩy hơn nữa cải cách hệ thống cổ phần của các Ngân hàng Thương mại nhà nước. Trong thời điểm làm Chủ tịch Ngân hàng Truyền thông Trung Quốc của mình, ông đã chủ trì tái cấu trúc tài chính của Ngân hàng Truyền thông, giới thiệu các nhà đầu tư chiến lược như HSBC và cho phép Ngân hàng Truyền thông niêm yết thành công trên Sàn Giao dịch Chứng khoán Hồng Kông, trở thành ngân hàng Trung Quốc đầu tiên cập bến thị trường chứng khoán nước ngoài.
Năm 2008, khi là Chủ tịch Ngân hàng Phát triển Trung Quốc, ông đã thúc đẩy chuyển đổi mô hình của Ngân hàng Phát triển Trung Quốc sang hình thức ngân hàng thương mại.

## Sự nghiệp chính quyền

#### Hồ Bắc
Vào tháng 9 năm 2002, cùng thời điểm đồng chí Đới Tương Long được điều chuyển tới Thiên Tân làm Thị trưởng Chính phủ Nhân dân thành phố Thiên Tân, ông được điều chuyển tới công tác ở Hồ Bắc, bổ nhiệm làm Phó Tỉnh trưởng Chính phủ Nhân dân tỉnh Hồ Bắc.

#### Cát Lâm
Tháng 8 năm 2014, ông được miễn nhiệm chức vụ Chủ tịch Ngân hàng Nông nghiệp Trung Quốc, được điều chuyển tới Cát Lâm, giữ cương vị Thường vụ Tỉnh ủy Cát Lâm, Phó Bí thư, Phó Tỉnh trưởng Chính phủ Nhân dân tỉnh Cát Lâm, với cơ cấu để hướng tới vị trí Tỉnh trưởng. Vào ngày 05 tháng 9 năm 2014, Ủy ban Thường vụ Đại hội Đại hội Nhân dân toàn quốc lần thứ 12 của tỉnh Cát Lâm đã bổ nhiệm ông làm Quyền Tỉnh trưởng Chính phủ Nhân dân tỉnh Cát Lâm. Vào ngày 29 tháng 10 năm 2014, cuộc họp thứ ba của Đại hội Đại biểu Nhân dân lần thứ 12 của tỉnh Cát Lâm đã bầu ông làm Tỉnh trưởng Chính phủ Nhân dân tỉnh Cát Lâm.

#### Hồ Bắc
Vào tháng 10 năm 2016, ông rời khỏi Cát Lâm, điều chuyển tới Hồ Bắc, trao quyền giữ chức vụ Bí thư Tỉnh ủy tỉnh Hồ Bắc. Vào tháng 1 năm 2017, ông được bầu làm Chủ nhiệm Ủy ban Thường vụ Đại hội đại biển Nhân dân tỉnh Hồ Bắc.
Vào tháng 10 năm 2017, ông được bầu làm Ủy viên Ủy ban Trung ương Đảng Cộng sản Trung Quốc khóa XIX tại Đại hội Đảng Cộng sản Trung Quốc lần thứ 19.

## Dịch Corona Vũ Hán
Cuối năm 2019, đầu năm 2020, tại Vũ Hán đã khởi sinh và bùng phát Dịch virus corona ở Vũ Hán, liên tục leo thang và chưa dừng lại. Với tư cách là người lãnh đạo tối cao tỉnh Hồ Bắc, Tưởng Siêu Lương đóng vai trò chỉ đạo xử lý dịch bệnh.
Ông là một chính khách chuyên môn ở tài chính, ngân hàng, trong thời gian đầu, tình hình dịch bệnh chưa thể giải quyết, ông đã bị miễn nhiệm chức vụ, thay thể bởi Ứng Dũng, Thị trưởng Thượng Hải.